# Henri Lafont
Henry Chamberlin, zis Henri Lafont (n. 22 aprilie 1902, Paris, Île-de-France, Franța – d. 27 decembrie 1944, Arcueil, Seine, Franța) a fost șeful Gestapo-ului francez (supranumit la Carlingue) sub ocupația germană a Franței în timpul celui de-Al Doilea Război Mondial.

## Tinerețea
Henri Louis Chamberlin a crescut în mijlocul unor oameni din popor, tatăl său fiind muncitor tipograf, iar mama sa zilieră. Tatăl său a murit în 1913, iar mama sa l-a abandonat încă în ziua înmormântării. De capul lui la vârsta de 11 ani, își face veacul în Quartier des Halles din Paris.
În 1919, fură bicicleta patronului, care i-a confiscat un bacșiș (5 franci pentru el era o zi de salariu). Este arestat imediat și compare în fața instanței pentru minori, care îl condamnă la casa de corecție până la majorat. La eliberare, este încorporat  în regimentul de pușcași algerieni. Revenit la viața civilă, el trăiește cu o tânără care va deveni soția lui mai târziu. Călătorește prin Franța, de la Chambéry până la Havre, trecând prin Marsilia. În Marsilia își cumpără o camionetă de ocazie și devine transportator. Într-o zi, i s-a adus o mașină pentru a fi depanată. Este un automobil furat. Jandarmii îl găsesc la Lafont. În ciuda protestelor sale, verdictul: doi ani de închisoare, urmați de zece ani de interdicție de ședere.                                              
S-a căsătorit în inchisoarea din Aix-en-Provence pe 26 aprilie 1926 cu Rebecchi Arzia, cu care are doi copii, Pierre și Henriette.
La eliberarea sa din închisoare, duce o viață mizerabilă: nume fals, lucrează la negru, la marginea societății. Apoi, se stabilește la Saint-Jean-de-Maurienne unde găsește un alt loc de muncă. Din păcate pentru el, ca să fugă cu un alt bărbat, soția lui fură 2000 de franci din casieria magazinului care l-a angajat, astfel provocând arestarea lui. Pentru judecători, el este un recidivist, prin urmare, este trimis la muncă forțată în Cayenne. Nedorind să-și termine zilele în Cayenne, evadează și se ascunde, apoi își schimbă numele de mai multe ori (Norman, apoi Lafont).

## De la Chamberlin la Lafont
La începutul anului 1940, Chamberlin se numește Lafont și este manager al unui garaj Simca în Porte des Lilas, Paris, unde stabilește câteva contacte cu polițiști. În martie, el a reușit să devină manager al asociației absolvenților prefecturii de poliție. El alege după aceasta să se angajeze, dar i se cer acte și el spune că le aduce în aceeași seară. Seara, doi jandarmi încearcă să-l aresteze și el fuge din nou. Apoi, el se angajează într-o brigadă numită "voluntarii morții", unde nu se cer prea multe amănunte despre trecutul recruților. Brigada este desființată două luni mai târziu. Este din nou în stradă și este arestat pentru nesupunere. În iunie, el este încarcerat în închisoarea Cherche-Midi, dar cum Wehrmacht-ul se apropie, este transferat în lagărul din Cepoy. În lagăr sunt tot felul de indivizi, inclusiv cetățeni germani arestați în momentul declarației de război. Se împrietenește cu doi dintre ei, precum și cu un elvețian, Max Stocklin. Ei îl ajută pe Lafont să evadeze.

## „De ce să nu lucrezi cu noi?”
Aceste trei persoane fac parte din Abwehr și, întrucât îl simpatizează pe Lafont, îi propun să vină cu ei la Paris: 
"Serviciile noastre tocmai au sosit la Hotelul Lutetia. De ce să nu lucrezi cu noi?"
Lafont a spus mai târziu unuia dintre avocații săi: "La început, chestia asta cu nemții nu prea mă încânta. Dacă tipii ăștia, rezistenții, mi-ar fi făcut propuneri, le-aș fi acceptat. Fără nicio îndoială. Și n-aș fi făcut niciun cadou „fritzilor” (nemților). Numai că, asta e, în vremea aceea habar n-aveam de Rezistență. Habar n-am avut ce însemna. Uite de ce depinde soarta unui om: o mică întâmplare, pe ce drum o iei. Sau, mă rog, fatalitatea!"
Este instalat de către agentul Max Stocklin, în Rue Tiquetonne, într-un  birou de vânzări în contul Wehrmacht-ului. El cumpără tot felul de produse, de la haine la mobilă și produse alimentare. Afacerea este atât de înfloritoare încât deschide un al doilea magazin, Rue Cadet și un al treilea în Rue du Faubourg-Saint-Antoine. Se face remarcat de Hermann Brandl, agent special al Abwehr-ului, și de căpitanul Wilhelm Radecke al Wehrmacht-ului. Afacerea este înfloritoare, dar localurile sunt neîncăpătoare. S-a mutat de două ori pentru a se stabili, în cele din urmă, în Rue Lauriston nr.93. Înainte de război, clădirea era proprietatea lui Madame Weinberg. 
Lafont decide să se înconjoare de oameni de încredere, gata de orice. Unde să-i găsească ?
În august 1940, în compania lui Radecke, el se duce la închisoarea Fresnes cu un permis de liberă trecere. El alege douăzeci și șapte de bărbați. 
Câteva zile mai târziu, datorită unui raport înaintat de Brandl și Radecke, el s-a alăturat poliției germane cu numărul 6474. . 
Dar Brandl și Radecke au un șef, pe colonelul Reile, zis "Rudolph". Acestuia nu-i place că se dă atât de multă importanță unui fost pușcăriaș. Când află de eliberarea a 27 de deținuți din închisoarea Fresnes, el ordonă căpitanului Schaeffer să-l aresteze pe Lafont.
Radecke îl previne pe Lafont și îi propune să găsească un șef al rezistenței antinaziste, pe belgianul Lambrecht, căutat de Abwehr. "Dacă-l va captura, i se va ierta totul."
Pleacă la Bordeaux. După câteva nopți de consum excesiv de alcool în barurile din oraș, un ofițer de poliție îi spune că Lambrecht este la Toulouse, și chiar îi dă adresa. Se întoarce la Paris pentru a-și preveni superiorii germani și pentru a primi împuternicire. Se duce la Toulouse unde îl arestează pe Lambrecht, ajutat de Robert zis " infanteristul ", de Hirbes zi "rigola" și Estebéteguy zis "Adrien mână rece" sau "Adrien bascul" (care își va sfârși zilele în cazanele doctorului Petiot); îl aduce pe Lambrecht la Paris, la sediul Gestapo-ului, în portbagajul mașinii sale, legat și cu căluș la gură. Acolo, îl torturează cu propriile sale mâini. Rezultatul duce la arestarea unei rețele de 600 persoane:"Oricine este de vânzare, trebuie doar să știi să cumperi."
Banda lui constă dintr-o sută de permanenți peste care el domnește ca un stăpân absolut. El introduce un sistem de amenzi pentru abaterile de la normele stabilite, mergând până la pedeapsa cu moartea.
Nu există în această bandă doar gangsteri și criminali, ci și ofițeri de poliție, dintre care cel mai cunoscut, fost "prim polițist al Franței", Pierre Bonny, devine  secundul lui Lafont.

### Eșec la Alger
Spre sfârșitul anului 1940, Hermann Brandl îi cere lui Lafont să treacă un ofițer de legătură în Africa de Nord pentru a instala acolo un emițător clandestin de comunicare cu serviciile germane. Lafont se instalază cu echipa la Cap Doumia, aproape de Alger. Dar doi dintre complicii săi sunt arestați de poliție și misiunea eșuează. Lafont este condamnat la moarte în contumacie.

## Speculă și tortură
Activitățile desfășurate iau mai multe direcții, inclusiv lupta împotriva Rezistenței, trupa Bonny-Lafont având la activ multe rețele demantelate.
Banda Bonny-Lafont excelează în torturi: smulgerea unghiilor sau a dinților, bătaia cu vâna de bou, aplicarea de pumni, de picioare, arderea cu țigara sau cu o lampă de sudură, dar și tortura băii de gheață sau cea prin electrocutare.
Deși sursele nu ne aduc probe formale (de obicei nu există nicio arhivă pe acest tip de operațiuni) care să demonstreze că oamenii din bandă asasinau la ordinul nemților, se pare că acesta a fost cazul. 
În 1942, "la Carlingue" trece sub autoritatea Gestapo-ului. Lafont se zbate să le intre pe sub piele noilor șefi; el îi face cadou de nuntă un somptuos automobil Bentley lui Helmut Knochen, adjunctul lui Heydrich, însărcinat cu crearea poliției secrete în Franța. 
La începutul anului 1942, el are înțelegeri cu Devisenschutzkommando (DSK) (Detașamentul pentru păstrarea în siguranță a valutei străine), instalat în Rue Pillet-Will nr. 5, responsabil cu devizele și cu lupta împotriva pieței negre. Din acest trafic obține până la 20 % comision.
Trebuie să se introducă în lumea bună, să câștige încrederea interlocutorilor, să se concentreze pe oamenii care au probleme și care doresc să-și ascundă banii în Elveția sau pentru a obține un permis de liberă trecere. La întâlnire, membrii echipei își arată actele de polițiști, fie germani, fie francezi și negociază cumpărarea de valută, de aur și de mobilier la prețuri ridicole. Când e vorba de un evreu, totul este confiscat, apoi acesta este dus la SD-ul din avenue Foch.
Vânătoarea de traficanți este dintre cele mai motivante pentru că este foarte profitabilă pentru permanenți. Comorile se acumulează în rue Lauriston; într-o zi de decembrie 1942, Lafont împarte, cu principalii bucătari germani din Paris, prada din fosta ambasadă a URSS, compusă din veselă de lux.
Henri Lafont duce o viață fastuoasă, în contrast cu anii tinereții; e plin de satisfacție să vadă oameni importanți cerându-i favoruri. Organizează o mulțime de evenimente sociale unde își multiplică contactele și devine inconturnabil datorită favorurilor pe care le împarte. Pentru a-i distra pe șefi, el îi duce în marile cabarete și cluburi de noapte din capitală, dintre care faimosul One-Two-Two. După ce a obținut cetățenia germană, cu gradul de căpitan, el face turul stabilimentelor de noapte pariziene în uniformă germană, ceea ce nemulțumește serviciile de informații ale Wehrmacht-ului.
În 1943, trupa cauzează pierderi mari în rețeaua Défense de la France (Apărarea Franței ), șaizeci dintre membri ei fiind arestați. Cu toate acestea, Défense de la France supraviețuiește grelei lovituri. Printre cei arestați este și Geneviève de Gaulle, nepoată a generalului Charles de Gaulle, arestată pe 25 iulie 1943, de către fostul inspector Bonny în Rue Bonaparte nr.68. Ea este închisă într-un palat privat, rechiziționat în iunie 1940 de către Radecke, în Place des Etats Unis nr. 3, al cărui proprietar a fugit la New York. Lafont îl folosește ca depozit de mărfuri și, în primăvara anului 1943, Karl Bömelburg amenajează la etajele superioare celule cu gratii.
Brigada nord-africană, compusă în principal din bărbați originari din Africa de Nord, este creată la începutul anului 1944 de Henri Lafont și algerianul naționalist Mohamed el-Maadi (un fost ofițer francez, membru al mișcării de extremă dreapta "la Cagoule"). Purtând uniforme de miliție, brigada a luat parte la lupta împotriva rezistenței franceze interne în Limousin (trei secțiuni implicate în lupta împotriva maquis-ului din Tulle), în Périgord (o secțiune) și în Franche-Comté (o secțiune). Legiunea a fost desființată în iulie 1944, când trupa s-a dispersat. Unii din vechii membri l-au urmat pe Mohamed el-Maadi în Germania, în timp ce alții s-au alăturat trupei SS Freies Indien Legion.

### "Războiul Gestapo-urilor"
Problema lui Lafont este că trebuie să împartă și să se înțeleagă cu alți gestapiști din Paris. Frecușurile și reglările de conturi, uneori fatale, sunt constante. Există "banda corsicanilor", a cărei indisciplină îl enervează pe Lafont. O mulțime de incidente îl opun "Gestapo-ului din Neuilly", condus de Frédéric Martin alias Rudy de Mérode, cunoscut a fi unul dintre gestapiștii cei mai periculoși, un timp asociat cu Gédéon van Houten. Banda lui Lafont a sfârșit prin a aresta pe unii dintre oamenii lui Mérode și să-i trimită în deportare pentru a scăpa de ei.

## Sfârșitul războiului
În august 1944, persoanele compromise în colaborarea cu nemții ("les collabos" colaboraționiștii) fug din Paris spre Germania, în localități ca Sigmaringen, Baden-Baden, Steinhorst. Dar Lafont rămâne în Franța, pentru că el este încrezător, poate prea mult, deoarece în cele din urmă va fi denunțat.
El se instalează la ferma lui numită des Baslins în Bazoches-sur-le-Betz, lăsând în urmă sediile din Rue Lauriston abandonate, dar cerându-i, totuși, lui Pierre Bonny să distrugă fișierele. El este însoțit de amanta sa, de cei doi copii ai săi, precum și de Bonny și familia acestuia. Ei așteptau ca situația să devină din nou normală și apoi să fugă în Spania, și să recupereze o parte din prada acumulată. Dar, FFI le rechiziționează mașinile, un Bentley și un Jaguar.
Acest eveniment neprevăzut l-a forțat pe Lafont să-l trimită pe fiul lui Bonny la Paris cu bicicleta pentru a obține mașini de la un anume Joseph Joanovici.
Joanovici, zis și  " telalul miliardar ", a fost agent al Cominternului, al Gestapo-ului, dar și susținător al mișcării de rezistență numite Onoarea Poliției. Acesta îl dă pe Lafont și banda sa pe mâna inspectorului Morin.
La 30 august 1944, dimineața, ferma este înconjurată și Lafont și acoliții săi sunt arestați fără rezistență. Sunt confiscate cinci milioane de franci, bani, bijuterii, arme, și documentele. 

### Procesul și sentința
Pierre Bonny și Henry Chamberlin zis Lafont, sunt interogați în birourile de la Conciergerie.
În fața judecătorului de instrucție, Pierre Bonny mărturisește totul, și citează mai mult de o mie de nume implicate în " afacerea din Rue Lauriston ". Un vânt de panică se răspândește în Paris, mai ales după dezvăluirea unei piețe negre de certificate false  de membru al Rezistenței.
Procesul începe la 1 decembrie 1944, pentru a se termina pe 11 decembrie. Există oameni care depun mărturie în favoarea lui Lafont pentru servicii aduse lor, inclusiv rezistenți pentru care ar fi avut indulgență sau le-ar fi salvat vreun membru al familiei. Poliția a găsit la fermă, într-un coș cu lenjerie murdară, 2,5 millions  franci în bancnote mici.
Când se dă verdictul (ambii sunt condamnați la moarte), Pierre Bonny este dus pe brațe de către jandarmi, în timp ce Lafont primește totul zâmbind foarte relaxat.
Pe 26 decembrie, în momentul când urmează să fie împușcat în Fortul Montrouge, Lafont îi adresează câteva cuvinte avocatei sale Drieu:
"Nu regret nimic, doamnă, patru ani printre orhidee, printre dalii și automobile Bentley, astea se plătesc! Am trăit de zece ori mai repede, ăsta-i adevărul. Spuneți fiului meu să nu frecventeze niciodată subsolurile. Să fie un bărbat la fel ca tatăl său!"
Este ora 9.50, Henri Chamberlin zis Lafont este legat la stâlp, cu capul descoperit și cu țigara în gură.
În cartea Marga, Contesa de Palmyre, Henri Lafont, care ar fi fost un timp iubitul eroinei, ar fi spus apărătorului său înainte de a fi împușcat:
"Nu îmi pasă că voi muri. Am trăit zece vieți, pot să pierd una!"
„Cela m’est égal de mourir. J'ai vécu dix vies, je peux bien en perdre une !”
 Cu puțin timp înainte, pășind spre plutonul de execuție, ar fi spus:
"Ar trebui modernizată toată chestia asta - să se trimită o fătucă frumoasă în locul preotului."
French Connection ar fi fost finanțată cu banii bandei "la Carlingue" prin intermediul lui Auguste Ricord, agent al lui Lafont, care a fost arestat în septembrie 1972, judecat și condamnat în Statele Unite ale Americii.

## Benzi desenate
- A fost odată în Franța, de Fabien Nury și Sylvain Vallée, Glénat 2007.

## Legături externe
- Henri Lafont și rue Lauriston văzut de Patrick Modiano
- Despre huliganii din Cabină
- 93, rue Lauriston, pe histoire-genealogie.com